# Серавеца
Серавеца (итал. Seravezza) је насеље у Италији у округу Лука, региону Тоскана.
Према процени из 2011. у насељу је живело 1194 становника. Насеље се налази на надморској висини од 58 м.

## Становништво
Према резултатима пописа становништва 2011. у општини је живело 13.238 становника.
| 1931.  | 1936.  | 1951.  | 1961.  | 1971.  | 1981.  | 1991.  | 2001.  | 2011.  |
| ------ | ------ | ------ | ------ | ------ | ------ | ------ | ------ | ------ |
| 12.986 | 12.655 | 11.573 | 12.391 | 13.176 | 13.038 | 12.731 | 12.706 | 13.238 |

## Партнерски градови
- Calatorao